# Il problema più importante/È inutile davvero
Il problema più importante/È inutile davvero è un singolo di Adriano Celentano pubblicato in Italia nel 1964; nel disco suonano i Ribelli.

## Tracce
Lato A
1. Il problema più importante – 2:25 (testo: Luciano Beretta, Miki Del Prete – musica: Rudy Clark) – Cover di "If You Gotta Make a Fool of Somebody"

Lato B
1. È inutile davvero – 2:32 (testo: Miki Del Prete, Mogol – musica: Gino Santercole)